# Neto Carletto
Orlando Sulz de Almeida Neto (Itamaraju, 28 de maio de 1996) é um político brasileiro filiado ao Avante, eleito para o cargo de Deputado Federal pela Bahia.

## Biografia
Neto Carletto é filho do Ex-Deputado Federal: Ronaldo Carletto (PP).
Se tornou candidato à Deputado Federal em 2022, sendo eleito com a votação de 164.655. 